# Coppa Italia di Serie B 2007-2008 (calcio a 5)
La Coppa Italia di Serie B 2007-2008 è stata la 10ª edizione della Coppa Italia di categoria e si è svolta tra il 15 settembre 2007 e il 23 febbraio 2008.

## Formula
Le 84 società iscritte al campionato di serie B sono state divise secondo il criterio di vicinorietà in 20 triangolari e 12 accoppiamenti. Nella prima fase, le società coinvolte nei triangolari si affrontano reciprocamente tra loro in un unico incontro; si qualifica al turno successivo la squadra prima classificata. Negli accoppiamenti, così come nelle fasi successive, le società si affrontano in incontri a eliminazione diretta articolate in andata e ritorno, il cui ordine di svolgimento è stato stabilito per sorteggio. Risulta qualificata la squadra che nelle due partite di andata e ritorno, ha ottenuto il miglior punteggio, ovvero, a parità di punteggio, la squadra che ha realizzato il maggior numero di reti. In questa fase il meccanismo di passaggio del turno prevede incontri a eliminazione diretta al termine dei quali, qualora sussistesse la condizione di parità, si disputeranno due tempi supplementari, ed eventualmente i tiri di rigore per determinare la vincitrice.

## Prima fase

### Triangolari
La squadra che riposa nella prima giornata è stata determinata per sorteggio, così come la squadra che ha disputato la prima gara in trasferta. Nella seconda giornata riposa la squadra che ha vinto la prima gara o, in caso di parità, quella che ha disputato la prima gara in trasferta; nella terza giornata si svolge la gara fra le due squadre che non si sono incontrate in precedenza. Le squadre si affrontano reciprocamente tra loro in una gara unica; si qualificano alla fase successiva solamente le formazioni vincitrici del girone. Per determinare la squadra vincente si terrà conto nell'ordine: dei punti ottenuti negli incontri disputati; della migliore differenza reti; del maggior numero di reti segnate. Persistendo ulteriore parità, la vincente sarà determinata per sorteggio che sarà effettuato dalla Segreteria della Divisione Calcio a 5.

#### 1ª giornata
15 settembre 2007
- Mediterranea Palermo - Regalbuto 5-6

18 settembre 2007
- Domus Bresso - Real Cornaredo 4-4
- Lecco - San Biagio 1-4
- Petrarca - Castelli Montecchio 1-4
- Villorba - Gruppo Fassina ?-?
- Fiorentina - Isolotto 5-6
- Bologna FF - Atletico Ravenna ?-?
- Vigor Fabriano - CUS Ancona ?-?
- Palextra Fano - Civitanova ?-?
- Atletico Teramo - Angolana Gigiotto ?-?
- Acqua&Sapone Marina CSA - Montesilvano ?-?
- Virtus Gualdo - Virtus Montecastelli ?-?
- Pro Capoterra - Alguer 2-8
- Cisco Tor Vergata - Proginf 7-4
- Velletri - Palestrina ?-?
- Azzurra Sant'Alfonso - Ar.Te.Ma. Castellamare 7-2
- Planet Campobasso - Termoli 5-2
- Manfredonia - Olimpiadi 5-5
- Azzurri Conversano - Real Polignano ?-?
- Eagles Brindisi - Martina 2-6

#### 2ª giornata
24 settembre 2007
- Interfive Vigevano - Domus Bresso 8-1

25 settembre 2007
- Toniolo Milano - Lecco 4-0
- Sedico - Villorba 5-6
- Prato - Fiorentina 6-1
- Forlì - Bologna FF 7-2
- Tre Colli - Vigor Fabriano 9-0
- Angolana Gigiotto - Miracolo Piceno 8-5
- San Donato - Acqua&Sapone Marina CSA 7-5
- Coar Orvieto - Virtus Gualdo 5-3
- Assemini - Pro Capoterra 2-2
- Proginf - Aurelia Nordovest 4-7
- Palestrina - Settecamini 4-3
- Ar.Te.Ma. Castellamare - Gragnano 4-10
- Termoli - Vis Isernia 9-5
- Barletta - Manfredonia 7-0
- Real Polignano - Polignano 4-6
- CSG Putignano - Eagles Brindisi 4-0
- Sporting Peloro - Mediterranea Palermo 0-5

26 settembre 2007
- Thiene - Petrarca 14-0
- Pesaro - Palextra Fano ?-?

#### 3ª giornata
1 ottobre 2007
- Gruppo Fassina - Sedico ?-?

2 ottobre 2007
- Real Cornaredo - Interfive Vigevano 6-5
- San Biagio - Toniolo Milano 6-2
- Castelli Montecchio - Thiene 3-3
- Isolotto - Prato 4-8
- Atletico Ravenna - Forlì ?-?
- CUS Ancona - Tre Colli ?-?
- Civitanova - Pesaro ?-?
- Miracolo Piceno - Atletico Teramo ?-?
- Montesilvano - San Donato ?-?
- Virtus Montecastelli - Coar Orvieto 1-5
- Alguer - Assemini 3-4
- Aurelia Nordovest - Cisco Tor Vergata ?-?
- Settecamini - Velletri 1-1
- Gragnano - Azzurra Sant'Alfonso 4-5
- Vis Isernia - Planet Campobasso 6-2
- Olimpiadi - Barletta 3-1
- Polignano - Azzurri Conversano ?-?
- Regalbuto - Sporting Peloro ?-?

3 ottobre 2007
- Martina - CSG Putignano 1-2

### Classifica

#### Triangolare 2
|  | Squadra            | P.ti | V | P | S | GF | GS | DR |
|  | ------------------ | ---- | - | - | - | -- | -- | -- |
|  | Real Cornaredo     | 4    | 1 | 1 | 0 | 10 | 9  | +1 |
|  | Interfive Vigevano | 3    | 1 | 0 | 1 | 13 | 7  | +6 |
|  | Domus Bresso       | 1    | 0 | 1 | 1 | 5  | 12 | -7 |
|  |                    |      |   |   |   |    |    |    |

#### Triangolare 6
|  | Squadra    | P.ti | V | P | S | GF | GS | DR  |
|  | ---------- | ---- | - | - | - | -- | -- | --- |
|  | Thiene     | 4    | 1 | 1 | 0 | 17 | 3  | +14 |
|  | Montecchio | 4    | 1 | 1 | 0 | 7  | 4  | +3  |
|  | Petrarca   | 0    | 0 | 0 | 2 | 1  | 18 | -17 |
|  |            |      |   |   |   |    |    |     |

#### Triangolare 11
|  | Squadra    | P.ti | V | P | S | GF | GS | DR |
|  | ---------- | ---- | - | - | - | -- | -- | -- |
|  | Prato      | 6    | 2 | 0 | 0 | 14 | 5  | +9 |
|  | Isolotto   | 3    | 1 | 0 | 1 | 10 | 13 | -3 |
|  | Fiorentina | 0    | 0 | 0 | 2 | 6  | 12 | -6 |
|  |            |      |   |   |   |    |    |    |

#### Triangolare 13
|  | Squadra        | P.ti | V | P | S | GF | GS | DR |
|  | -------------- | ---- | - | - | - | -- | -- | -- |
|  | Tre Colli      | 0    | 0 | 0 | 0 | 0  | 0  | 0  |
|  | CUS Ancona     | 0    | 0 | 0 | 0 | 0  | 0  | 0  |
|  | Vigor Fabriano | 0    | 0 | 0 | 0 | 0  | 0  | 0  |
|  |                |      |   |   |   |    |    |    |

#### Triangolare 15
|  | Squadra         | P.ti | V | P | S | GF | GS | DR |
|  | --------------- | ---- | - | - | - | -- | -- | -- |
|  | Atletico Teramo | 0    | 0 | 0 | 0 | 0  | 0  | 0  |
|  | Angolana        | 0    | 0 | 0 | 0 | 0  | 0  | 0  |
|  | Miracolo Piceno | 0    | 0 | 0 | 0 | 0  | 0  | 0  |
|  |                 |      |   |   |   |    |    |    |

#### Triangolare 17
|  | Squadra       | P.ti | V | P | S | GF | GS | DR |
|  | ------------- | ---- | - | - | - | -- | -- | -- |
|  | Coar Orvieto  | 0    | 0 | 0 | 0 | 0  | 0  | 0  |
|  | Virtus Gualdo | 0    | 0 | 0 | 0 | 0  | 0  | 0  |
|  | Montecastelli | 0    | 0 | 0 | 0 | 0  | 0  | 0  |
|  |               |      |   |   |   |    |    |    |

#### Triangolare 19
|  | Squadra           | P.ti | V | P | S | GF | GS | DR |
|  | ----------------- | ---- | - | - | - | -- | -- | -- |
|  | Tor Vergata       | 0    | 0 | 0 | 0 | 0  | 0  | 0  |
|  | Aurelia Nordovest | 0    | 0 | 0 | 0 | 0  | 0  | 0  |
|  | Proginf           | 0    | 0 | 0 | 0 | 0  | 0  | 0  |
|  |                   |      |   |   |   |    |    |    |

#### Triangolare 23
|  | Squadra              | P.ti | V | P | S | GF | GS | DR  |
|  | -------------------- | ---- | - | - | - | -- | -- | --- |
|  | Azzurra Sant'Alfonso | 6    | 2 | 0 | 0 | 12 | 6  | +6  |
|  | Gragnano             | 3    | 1 | 0 | 1 | 14 | 9  | +5  |
|  | Castellamare         | 0    | 0 | 0 | 2 | 6  | 17 | -11 |
|  |                      |      |   |   |   |    |    |     |

#### Triangolare 27
|  | Squadra     | P.ti | V | P | S | GF | GS | DR |
|  | ----------- | ---- | - | - | - | -- | -- | -- |
|  | Olimpiadi   | 4    | 1 | 1 | 0 | 8  | 6  | +2 |
|  | Barletta    | 3    | 1 | 0 | 1 | 8  | 3  | +5 |
|  | Manfredonia | 1    | 0 | 1 | 1 | 5  | 12 | -7 |
|  |             |      |   |   |   |    |    |    |

#### Triangolare 29
|  | Squadra       | P.ti | V | P | S | GF | GS | DR |
|  | ------------- | ---- | - | - | - | -- | -- | -- |
|  | CSG Putignano | 6    | 2 | 0 | 0 | 6  | 1  | +5 |
|  | Martina       | 3    | 1 | 0 | 1 | 7  | 4  | +3 |
|  | Brindisi      | 0    | 0 | 0 | 2 | 2  | 10 | -8 |
|  |               |      |   |   |   |    |    |    |

#### Triangolare 4
|  | Squadra       | P.ti | V | P | S | GF | GS | DR |
|  | ------------- | ---- | - | - | - | -- | -- | -- |
|  | San Biagio    | 6    | 2 | 0 | 0 | 10 | 3  | +7 |
|  | Lecco&Toniolo | 3    | 0 | 0 | 0 | 6  | 6  | 0  |
|  | Lecco         | 0    | 0 | 0 | 2 | 1  | 8  | -7 |
|  |               |      |   |   |   |    |    |    |

#### Triangolare 7
|  | Squadra        | P.ti | V | P | S | GF | GS | DR |
|  | -------------- | ---- | - | - | - | -- | -- | -- |
|  | Gruppo Fassina | 0    | 0 | 0 | 0 | 0  | 0  | 0  |
|  | Sedico         | 0    | 0 | 0 | 0 | 0  | 0  | 0  |
|  | Villorba       | 0    | 0 | 0 | 0 | 0  | 0  | 0  |
|  |                |      |   |   |   |    |    |    |

#### Triangolare 12
|  | Squadra          | P.ti | V | P | S | GF | GS | DR |
|  | ---------------- | ---- | - | - | - | -- | -- | -- |
|  | Forlì            | 0    | 0 | 0 | 0 | 0  | 0  | 0  |
|  | Atletico Ravenna | 0    | 0 | 0 | 0 | 0  | 0  | 0  |
|  | Bologna FF       | 0    | 0 | 0 | 0 | 0  | 0  | 0  |
|  |                  |      |   |   |   |    |    |    |

#### Triangolare 14
|  | Squadra       | P.ti | V | P | S | GF | GS | DR |
|  | ------------- | ---- | - | - | - | -- | -- | -- |
|  | Civitanova    | 0    | 0 | 0 | 0 | 0  | 0  | 0  |
|  | Palextra Fano | 0    | 0 | 0 | 0 | 0  | 0  | 0  |
|  | Italservice   | 0    | 0 | 0 | 0 | 0  | 0  | 0  |
|  |               |      |   |   |   |    |    |    |

#### Triangolare 16
|  | Squadra      | P.ti | V | P | S | GF | GS | DR |
|  | ------------ | ---- | - | - | - | -- | -- | -- |
|  | San Donato   | 0    | 0 | 0 | 0 | 0  | 0  | 0  |
|  | Pescara      | 0    | 0 | 0 | 0 | 0  | 0  | 0  |
|  | Montesilvano | 0    | 0 | 0 | 0 | 0  | 0  | 0  |
|  |              |      |   |   |   |    |    |    |

#### Triangolare 18
|  | Squadra       | P.ti | V | P | S | GF | GS | DR |
|  | ------------- | ---- | - | - | - | -- | -- | -- |
|  | Assemini      | 4    | 1 | 1 | 0 | 6  | 5  | +1 |
|  | Alguer        | 3    | 1 | 0 | 1 | 11 | 6  | +5 |
|  | Pro Capoterra | 1    | 0 | 1 | 1 | 4  | 10 | -6 |
|  |               |      |   |   |   |    |    |    |

#### Triangolare 21
|  | Squadra     | P.ti | V | P | S | GF | GS | DR |
|  | ----------- | ---- | - | - | - | -- | -- | -- |
|  | Velletri    | 0    | 0 | 0 | 0 | 0  | 0  | 0  |
|  | Palestrina  | 0    | 0 | 0 | 0 | 0  | 0  | 0  |
|  | Settecamini | 0    | 0 | 0 | 0 | 0  | 0  | 0  |
|  |             |      |   |   |   |    |    |    |

#### Triangolare 25
|  | Squadra           | P.ti | V | P | S | GF | GS | DR |
|  | ----------------- | ---- | - | - | - | -- | -- | -- |
|  | Termoli           | 3    | 1 | 0 | 1 | 11 | 10 | +1 |
|  | Vis Isernia       | 3    | 1 | 0 | 1 | 11 | 11 | 0  |
|  | Planet Campobasso | 3    | 1 | 0 | 1 | 7  | 8  | -1 |
|  |                   |      |   |   |   |    |    |    |

#### Triangolare 28
|  | Squadra            | P.ti | V | P | S | GF | GS | DR |
|  | ------------------ | ---- | - | - | - | -- | -- | -- |
|  | Polignano          | 0    | 0 | 0 | 0 | 0  | 0  | 0  |
|  | Azzurri Conversano | 0    | 0 | 0 | 0 | 0  | 0  | 0  |
|  | Real Polignano     | 0    | 0 | 0 | 0 | 0  | 0  | 0  |
|  |                    |      |   |   |   |    |    |    |

#### Triangolare 32
|  | Squadra              | P.ti | V | P | S | GF | GS | DR |
|  | -------------------- | ---- | - | - | - | -- | -- | -- |
|  | Regalbuto            | 0    | 0 | 0 | 0 | 0  | 0  | 0  |
|  | Mediterranea Palermo | 0    | 0 | 0 | 0 | 0  | 0  | 0  |
|  | Peloro Messina       | 0    | 0 | 0 | 0 | 0  | 0  | 0  |
|  |                      |      |   |   |   |    |    |    |

### Accoppiamenti
Gli incontri di andata si sono disputati il 24 e 25 settembre, quelli di ritorno il 2 ottobre a campi invertiti.
| Squadra 1            | Totale  | Squadra 2            | Andata | Ritorno |
| -------------------- | ------- | -------------------- | ------ | ------- |
| Sporting Rosta       | 12 - 11 | Aymavilles           | 2 - 1  | 10 - 10 |
| Valprint Milano      | 6 - 17  | Bergamo              | 1 - 3  | 5 - 14  |
| Bubi Merano          | 2 - 12  | Verona               | 1 - 4  | 1 - 8   |
| Adriatica Monfalcone | 6 - 9   | Manzano              | 4 - 7  | 2 - 2   |
| San Lorenzo SanVi    | 6 - 2   | Dream Team Viareggio | 3 - 0  | 3 - 2   |
| Poggibonsese         | 12 - 5  | Atlante Grosseto     | 6 - 3  | 6 - 2   |
| Tecnocar Latina      | 8 - 6   | Albano               | 3 - 1  | 5 - 5   |
| Casagiove            | 5 - 6   | Camilla Cales        | 2 - 1  | 3 - 5   |
| Team Matera          | -       | Real Matera          | 1 - 2  | -       |
| RMA Pianura          | 4 - 9   | Santa Maria          | 2 - 3  | 2 - 6   |
| Licogest Vibo        | 7 - 8   | Catanzaro            | 7 - 1  | 0 - 7   |
| Real Reggio          | 19 - 10 | San Giuseppe Rosarno | 10 - 5 | 9 - 5   |

## Sedicesimi di finale
Gli accoppiamenti e il sorteggio per stabilire la squadra che avrebbe giocato la prima gara in casa si sono tenuti martedì 9 ottobre 2007 presso la segreteria della Divisione Calcio a 5 a Roma. Gli incontri di andata si sono disputati il 23 ottobre seguente, quelli di ritorno il 6, il 7 e l'8 novembre a campi invertiti.
| Squadra 1       | Totale  | Squadra 2            | Andata | Ritorno         |
| --------------- | ------- | -------------------- | ------ | --------------- |
| Sporting Rosta  | 7 - 6   | Real Cornaredo       | 6 - 4  | 1 - 2           |
| San Biagio      | 7 - 11  | Bergamo              | 3 - 5  | 4 - 6           |
| Thiene          | 3 - 3   | Verona               | 1 - 2  | 2 - 1 (7-5 dcr) |
| Gruppo Fassina  | 11 - 0  | Manzano              | 8 - 0  | 3 - 0           |
| Poggibonsese    | 18 - 5  | San Lorenzo SanVi    | 10 - 2 | 8 - 3           |
| Forlì           | -       | Prato                | 4 - 4  | - (10-9 dcr)    |
| Tre Colli       | -       | Civitanova           | 7 - 4  | -               |
| Atletico Teramo | 0 - 6   | San Donato           | 0 - 3  | 0 - 3           |
| Coar Orvieto    | 12 - 2  | Assemini             | 7 - 1  | 5 - 1           |
| Tor Vergata     | 5 - 9   | Tecnocar Latina      | 3 - 2  | 2 - 7           |
| Camilla Cales   | 6 - 8   | Velletri             | 4 - 4  | 2 - 4           |
| Santa Maria     | 3 - 8   | Azzurra Sant'Alfonso | 0 - 0  | 3 - 8           |
| Termoli         | 11 - 8  | Real Matera          | 4 - 3  | 7 - 5           |
| Olimpiadi       | 11 - 16 | Polignano            | 7 - 8  | 4 - 8           |
| Catanzaro       | 5 - 2   | CSG Putignano        | 2 - 1  | 3 - 1           |
| Regalbuto       | 10 - 7  | Real Reggio          | 4 - 3  | 6 - 4           |

## Ottavi di finale
Gli incontri di andata si sono disputati il 20 novembre e il 4 dicembre 2007, quelli di ritorno il 4, il 5 e l'11 dicembre a campi invertiti.
| Squadra 1            | Totale | Squadra 2      | Andata | Ritorno     |
| -------------------- | ------ | -------------- | ------ | ----------- |
| Sporting Rosta       | 12 - 8 | Bergamo        | 5 - 4  | 7 - 4       |
| Thiene               | 7 - 11 | Gruppo Fassina | 3 - 3  | 4 - 8       |
| Poggibonsese         | 9 - 8  | Prato          | 3 - 1  | 6 - 7       |
| Tre Colli            | 6 - 3  | San Donato     | 2 - 2  | 4 - 1       |
| Tecnocar Latina      | -      | Coar Orvieto   | 0 - 0  | - (7-5 dcr) |
| Azzurra Sant'Alfonso | 8 - 4  | Velletri       | 3 - 1  | 5 - 3       |
| Termoli              | 5 - 7  | Polignano      | 1 - 1  | 4 - 6 (dts) |
| Catanzaro            | 7 - 12 | Regalbuto      | 6 - 5  | 1 - 7       |

## Quarti di finale
Gli incontri di andata si sono disputati il 18 dicembre 2007, quelli di ritorno l'8 e il 15 gennaio 2008.
| Squadra 1            | Totale | Squadra 2       | Andata | Ritorno |
| -------------------- | ------ | --------------- | ------ | ------- |
| Gruppo Fassina       | 15 - 7 | Sporting Rosta  | 8 - 2  | 7 - 5   |
| Tre Colli            | 6 - 3  | Poggibonsese    | 2 - 1  | 4 - 2   |
| Azzurra Sant'Alfonso | 8 - 6  | Tecnocar Latina | 6 - 1  | 2 - 5   |
| Regalbuto            | 5 - 7  | Polignano       | 5 - 5  | 0 - 2   |

## Fase finale
Il sorteggio delle semifinali si è svolto il 20 febbraio a Roma presso la sede della Divisione Calcio a 5. La final four della manifestazione è stata organizzata dalla società Gruppo Fassina Calcio a Cinque e si è svolta il 22 e il 23 febbraio 2008 presso il palazzetto dello sport di Mareno di Piave.

### Tabellone
|  | Semifinali           | Semifinali           | Semifinali           |                      |           | Finale    | Finale | Finale |  |
|  |                      |                      |                      |                      |           |           |        |        |  |
|  | Tre Colli            | Tre Colli            | 2                    |                      |           |           |        |        |  |
|  | Tre Colli            | Tre Colli            | 2                    |                      |           |           |        |        |  |
|  | Polignano            | Polignano            | 4                    |                      |           |           |        |        |  |
|  | Polignano            | Polignano            | 4                    |                      | Polignano | Polignano | 5      |        |  |
|  |                      |                      |                      |                      | Polignano | Polignano | 5      |        |  |
|  |                      |                      | Azzurra Sant'Alfonso | Azzurra Sant'Alfonso | 2         |           |        |        |  |
|  | Azzurra Sant'Alfonso | Azzurra Sant'Alfonso | Azzurra Sant'Alfonso | Azzurra Sant'Alfonso | 2         | 4         |        |        |  |
|  | Azzurra Sant'Alfonso | Azzurra Sant'Alfonso |                      |                      |           |           |        |        |  |
|  | Gruppo Fassina       | Gruppo Fassina       | 1                    |                      |           |           |        |        |  |

### Semifinali
| Arbitri: | Enrico Zago (Conselve) Gianmichele Frasconi (Olbia) |

|                           |           |                                           |
| Laurencete 19’ Vitale 21’ | Marcatori | 9’, 13’ Zerbini 36’ Bernardi 37’ D'Aprile |

| Arbitri: | Nicola Gisondi (Molfetta) Mirko D'Angeli (Pesaro) |

|                                              |           |                 |
| Pereira 9’ Botta 19’ Pereira 35’ Suarato 39’ | Marcatori | 40’ (rig.) Maia |

### Finale
| Arbitri: | Giorgio D'Agostino (Sondrio) Gianfranco Di Padova (Bologna) |
| Crono:   | Nicola Mantovani (Gallarate)                                |

| |            | |
| Bernardi 9'40'’ Paes 29'33'’ Potente 36'30'’ Bernardi 39'03'’ Paes 39'35'’ | Marcatori  | 7'11'’ Suarato 12'46'’ Mazzocchi |
| · Renato Mattar · Sandro Paes · Leonardo Salerno · Pasquale Mancini · Alessandro D'Aprile · Neizinho · Rafael Bernardi · Luciano Oddo · Ivan Zerbini · Gaetano Potente · Tiago Stoduto · Cosimo Mastronardo | Formazioni | Maurizio Guerra Sérgio Andregtoni Luigi Mazzocchi Gabriele Cuomo Gustavo Cava Grasiano Guerini Massimo De Luca César Leandro Pereira Vincenzo Botta Pasquale Suarato Rafael Quintiliano Ciro Fiorenzano |
| Corrado Napoletano | Allenatori | Catello Esposito |